# Salix suchowensis
Espèce
Salix suchowensis est une espèce de plantes à fleurs de la famille des Salicaceae. C'est un saule originaire de Chine.

## Synonymie
- Salix mongolica Siuz. var. 'suchowensis' (Cheng) N. Chao & G. T. Gong (J. Sichuan. For. Sci. Technol. 27: 11. 2006)[2].

## Description
Salix suchowensis  est un arbuste. Ses rameaux sont jaune-vert-rouge ou violacés et glabres. Les pousses juvéniles sont un peu tomenteuses au début, devenant subglabres ensuite. Les stipules, de linéaires à lancéolées, mesurent de 1 à 1,5 cm. Le pétiole fait 5 mm, il est à marge dentée et glandulaire, habituellement tomenteux. Lee limbe des feuilles est lancéolé, de 7 à 11 × 1,5 cm, abaxialement pâle, les deux faces sont glabres, tomenteuses quand elles sont jeunes, cunéiformes et vertes, de base adaxialement terne, à marge denticulée, glandulaire. L'apex est courtement acuminé. Les nervures latérales divergent de la nervure médiane brunâtre à 45-90°. 
La floraison est précoce. Le chaton mâle mesure de  3 à 4 cm × 4-5 mm,  il est sessile ou subsessile, avec des bractées en forme d'écailles à la base. Le rachis est tomenteux gris, avec des bractées brunes, à longues villosités obovales, l'apex est obtus, arrondi, légèrement plus sombre. La fleur mâle porte des glandes adaxiales, deux étamines, soudées. Le chaton femelle fait 4 mm d'épaisseur. La fleur femelle porte un ovaire conique, densément tomenteux, gris. Le stipe est court. Le style supporte deux stigmates. La capsule est pileuse. La floraison a lieu en mars pour un fructification en avril-mai.
L'espèce est très semblable à Salix linearistipularis mais ses ramilles sont plus richement colorées, ses chatons plus minces, le style plus long.

## Répartition et habitat
Salix suchowensis  se rencontre en Chine, dans l'est du Henan, le Jiangsu, le sud du Shandong et le nord du Zhejiang.
L'espèce apprécie la plaine. Elle est cultivée. 